# George cel mic
George cel mic (cu titlul original în engleză: George Shrinks) este un serial de animație canadian. Are la bază cartea pentru copii a lui William Joyce; a fost produs în China de Jade Animation și în Canada de Nelvana, în colaborare cu Public Broadcasting Service (PBS). Serialul prezintă povestea lui George, un băiat de zece ani care, din motive inexplicabile, are doar trei țoli (7,62 cm) înalțime. Sunt detaliate aventurile sale alături de prieteni și familie, conducându-și „mașina Zooper”, precum și alte dispozitive pentru dimensiunea sa.
Serialul a fost difuzat prima dată pe 30 septembrie 2000 pe PBS Kids ca parte a PBS Kids Bookworm Bunch. Bookworm Bunch a fost desființat în 2004, însă George cel mic a avut parte de un debut individual pe PBS la 6 ianuarie 2003. Primul sezon era alcătuit din patruzeci de episoade, create pentru copii cu vârsta aproximativă de cinci ani. Ultimul episod a fost difuzat în mijlocul anului 2004. Serialul s-a încheiat fără a fi urmat de vreo redifuzare a episoadelor.
Versiunea cărții avea ca personaj un băiat mai tânăr care se trezește într-o dimineață pentru a observa că s-a micșorat. Acesta se confruntă cu o pisică, zboară cu un avion în miniatură, navighează într-o cadă de dimensiunile unui ocean, se hrănește cu mâncare gigantică, și se deplasează cu ajutorul uriașului său frate de vârstă mai mică, după care revine brusc la dimensiunile sale normale.

## Conținut
Datorită dimensiunii mici a lui George, chiar și activitățile de zi cu zi, precum treburile casnice sau joaca pe afara, devin niște aventuri dramatice. Principalul lui mod de deplasare este cu mașina Zooper, un vehicul în miniatură pe care l-a construit alături de tatăl său, ce se poate transforma într-un submarin sau într-un elicopter. George are întâlniri interisante cu animale care, cu toate că nu vorbesc, par să comunice cu George pe parcursul serialului. La un moment dat, acesta întâlnește un extraterestru robot de aceași înalțime cu el, pe care îl ajută să se întoarcă acasă.
Serialul are un aspect retro, ca cel al anilor 1940, cu o animație și niște culori simple. Muzica de fundal este în mare parte jazz, ceea ce reflectă atât ocupația de muzician a tatălui său, care inventează instrumente muzicale noi, cât și stilul de viață avangardist al mamei sale. Totuși, declarațiile care reies din dialogurile personajelor sugerează că evenimentele au loc în anul 2000, sau în anul în care episodul a fost produs.
Piesa de generic, având un stil blues alert, este interpretată de muzicianul canadian Colin James.